# Мішка на півночі
«Мішка на півночі» (рос. «Мишка на севере») — радянський художній фільм 1979 року, знятий режисером Сергієм Шпаковським на Кіностудії ім. М. Горького.

## Сюжет
Водій всюдихода Михайло Ручкін, відпрацювавши два роки у Заполяр'ї, вирішив відпустку провести у Москві. Однак здійснити задумане йому не вдалося. Спочатку через погоду літак змінив курс. Потім, після вимушеної посадки, Михайло допоміг незнайомому водієві виправити неполадки у всюдиході, зустрів дівчину Зою — і був вдячний долі.

## У ролях
- Володимир Пучков — Михайло Ручкін, водій усюдихода
- Ольга Агєєва — Зоя
- Микола Федорцов — епізод
- Микола Мерзлікін — Букашкін
- Данило Нетребін — Пал Палич
- Олександр Вігдоров — епізод
- Володимир Носик — епізод
- Юрій Шликов — епізод
- Олексій Ванін — епізод
- Вадим Захарченко — капітан
- Павло Винник — епізод
- Сергій Бачурський — епізод
- Валентин Брилєєв — епізод
- Юрій Чернов — епізод
- Тетяна Кравченко — подруга Костянтина

## Знімальна група
- Режисер — Сергій Шпаковський
- Сценарист — Олександр Марьямов
- Оператор — Ауреліус Яциневічюс
- Композитор — Сергій Самойлов
- Художник — Олег Арадушкін